# هندورساگا

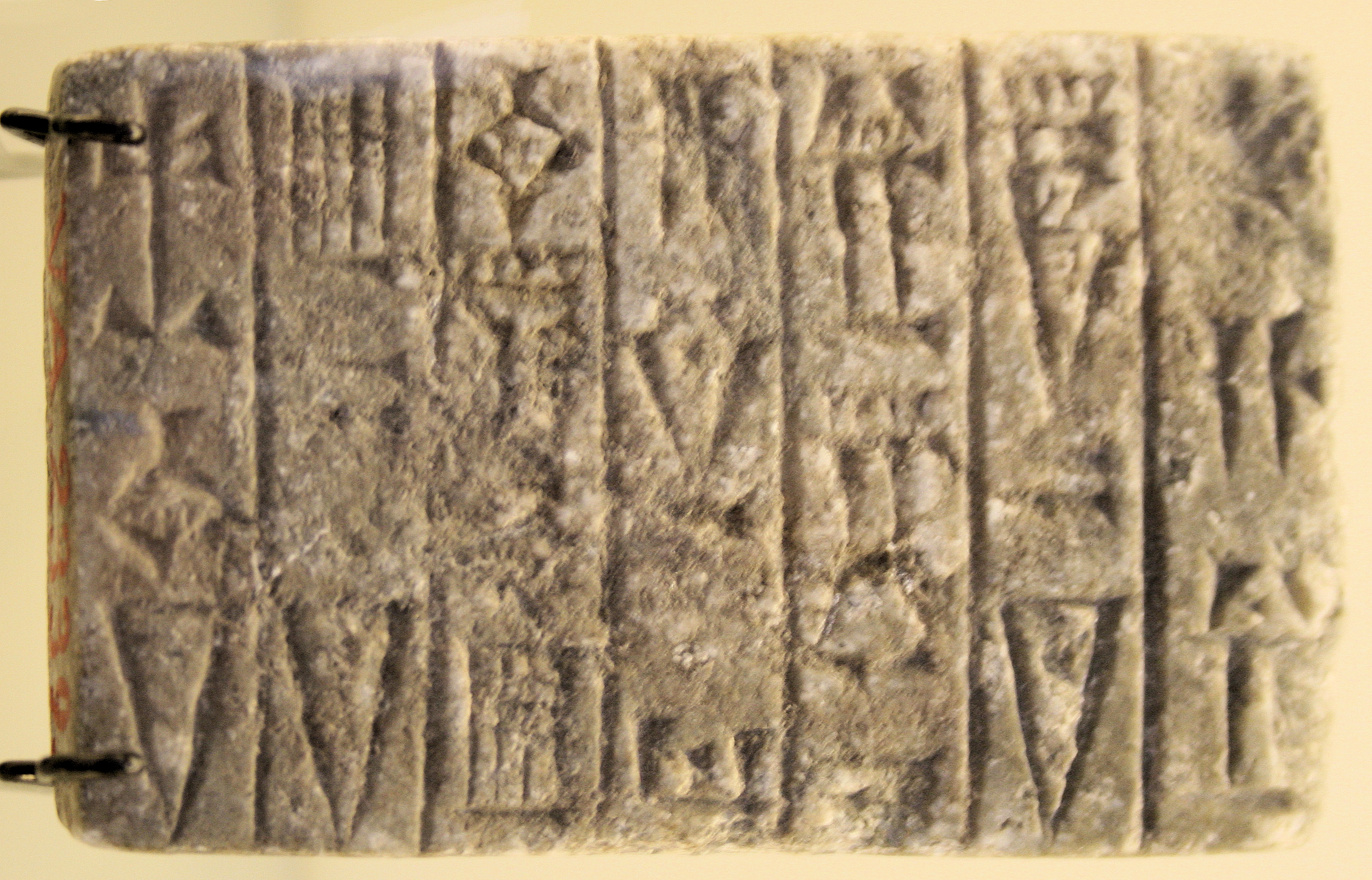
لوح تقدیمِ گودئا، حاکم لاگاش: «برای هندورساگا، سَرورش، گودئا، حاکم لاگاش، این خانه را ساخت.» موزه شرق باستان، برلین.

هندورساگا (𒀭𒉺𒊕، Dḫendur-saŋ)، و نیز Hendursanga یا Endursaga (𒀭𒉺𒊕𒂷,  Dḫendur-saŋ-ŋa2) خدایی بین‌النهرینی بود.

## شخصیت
ریشه‌شناسی نام هندورساگا نامشخص است، اگرچه ممکن است مربوط به کارکردهای او باشد و می‌توان معنای آن را از زبان سومری به «دارنده مشعل (یا چوبه) که جلوتر می‌رود» ترجمه کرد. واژه ḫendur به صورت دیگری گواهی نشده است اما گمان می‌رود که به ḫuṭāru در زبان اکدی مربوط باشد که گونه‌ای چوبه است.

## ارتباط با سایر خداییان
از دورهٔ بابلی باستان، هندورساگا در متن‌های دوزبانه با ایشوم برابر شد، اولی در دستورهای سومری و دومی در اکدی ظاهر شدند. آنها همچنین در فهرست‌های خدای ویدنر و نیپور با یکدیگر یکسان شدند و این امکان وجود دارد که همین برابری در رونوشتی از آن = آنوم نیز گواهی شده باشد، اگرچه به دلیل وضعیت نگهداری و اشتباهات احتمالی کاتبان این امر نامشخص است.
هندورساگا ارتباط نزدیکی نیز با نانشه داشت.
در سرود نانشه، هندورساگا پسر اوتو خطاب می‌شود.

## پرستش
هندورساگا یکی از خدایانی بود که عمدتا با منطقه تحت کنترل دولت لاگاش در ارتباط بودند.
معبد کوچکی ممکن است در اور برای هندورساگا وجود داشته باشد که در کنار معبد کوچکی که به نینشوبور تقدیم شده است، قرار دارد.